# Crailing
Crailing ist eine Ortschaft in der schottischen Council Area Scottish Borders beziehungsweise in der traditionellen Grafschaft Roxburghshire. Sie liegt rund neun Kilometer südwestlich von Kelso und fünf Kilometer nordöstlich von Jedburgh am rechten Ufer des Teviot.

## Geschichte
Die Besiedlung der Umgebung lässt sich bis in die Eisenzeit zurückverfolgen. So finden sich auf dem Peniel Heugh, einer Anhöhe am gegenüberliegenden Teviot-Ufer, die Überreste eines früheisenzeitlichen Hillforts. Nur ein kurzes Stück entfernt findet sich ein weiteres, jüngeres Fort. Der Clan Kerr erwarb die Ländereien im 16. Jahrhundert und erbaute dort das Herrenhaus Monteviot House.
Die heutige Crailing Church wurde um 1775 errichtet und im Laufe des 19. Jahrhunderts überarbeitet. In den 1880er Jahren befand sich in Crailing eine Schule, die 81 Schülern Platz bot.
Im Jahre 1803 wurde am Südrand von Crailing das Herrenhaus Crailing House errichtet.

## Verkehr
Die A698, welche das schottische Hawick mit dem englischen Berwick-upon-Tweed verbindet, bildet die Hauptverkehrsstraße von Crailing. Vor Jedburgh ist mit der von Edinburgh nach Darlington führenden A68 eine Fernverkehrsstraße innerhalb weniger Kilometer erreichbar. In Kelso besteht außerdem Anschluss an die A699.
Westlich von Crailing querte die römische Dere Street den Teviot.

## Persönlichkeiten
- Walter Rutherford (1857–1913), Golfer